# Miguel Ángel Mansilla
Miguel Ángel Mansilla (Cerro Largo, 25 de abril de 1953 - Ciudad de Panamá, 26 de junio de 2013) fue un entrenador de fútbol y futbolista profesional uruguayo que jugó en la demarcación de delantero.

## Biografía
Miguel Mansilla debutó como futbolista en 1971 con el CA Peñarol a los 18 años de edad. También jugó para CA River Plate y CA Chacarita Juniors antes de fichar por el Deportivo Saprissa, equipo en el que ganó la Primera División de Costa Rica en 1977. Tras dejar el club en 1978 fichó por el CD Cuenca y por último por el ADM Puntarenas, club en el que se retiró en 1982 a los 29 años de edad. Tras su retiro como futbolista, Mansilla se trasladó a Panamá, y en 1987 fue elegido como seleccionador de la Selección de fútbol de Panamá. También entrenó al Tauro FC, con el que consiguió cinco ligas de Panamá. Posteriormente entrenó al Bravos del Projusa, San Francisco FC, CD Once Municipal, Alianza FC, Chorrillo FC y por último al SUNTRACS FC.
Miguel Mansilla falleció el 26 de junio de 2013 en el hospital metropolitano de la Caja de Seguro Social a los 60 años de edad tras una parada cardiorrespiratoria.

## Clubes

### Como futbolista
| Club                 | País       | Año         |
| -------------------- | ---------- | ----------- |
| CA Peñarol           | Uruguay    | 1971        |
| CA River Plate       | Uruguay    | 1972        |
| CA Chacarita Juniors | Argentina  | 1972 - 1977 |
| Deportivo Saprissa   | Costa Rica | 1977 - 1979 |
| CD Cuenca            | Ecuador    | 1979 - 1980 |
| ADM Puntarenas       | Costa Rica | 1980 - 1982 |

### Como entrenador
| Club                          | País        | Año         |
| ----------------------------- | ----------- | ----------- |
| Selección de fútbol de Panamá | Panamá      | 1987 - 1988 |
| Tauro FC                      | Panamá      | 1989        |
| Selección de fútbol de Panamá | Panamá      | 1990        |
| Tauro FC                      | Panamá      | 1991 - 1993 |
| Bravos del Projusa            | Panamá      | 1993 - 1994 |
| Tauro FC                      | Panamá      | 1994 - 1999 |
| Selección de fútbol de Panamá | Panamá      | 1999 - 2000 |
| San Francisco FC              | Panamá      | 2004        |
| CD Once Municipal             | El Salvador | 2005 - 2006 |
| Alianza FC                    | El Salvador | 2006 - 2007 |
| Tauro FC                      | Panamá      | 2007 - 2008 |
| Chorrillo FC                  | Panamá      | 2011 - 2012 |
| SUNTRACS FC                   | Panamá      | 2013        |

## Palmarés

### Como futbolista
Deportivo Saprissa
- Primera División de Costa Rica: 1977
- Copa Fraternidad Centroamericana: 1978

### Como entrenador
Tauro FC
- Liga Panameña de Fútbol (5): 1989, 1991, 1997, 1998, 2007

 CD Once Municipal
- Liga Nacional de Fútbol Profesional de El Salvador (1): 2006

 Chorrillo FC
- Liga Panameña de Fútbol (1): 2011